# 𝼘
𝼘, appelé ej hameçon palatal ou ej crochet palatal, est une lettre latine utilisée auparavant dans l'alphabet phonétique international, rendu obsolète en 1989, lors de la convention de Kiel.

## Utilisation
La lettre 𝼘 était utilisée pour représenter une consonne fricative alvéolaire voisée palatalisée, officiellement adopté dans l’alphabet phonétique international en 1928 lorsque le crochet palatal est adopté pour représenter la palatalisation.
Après 1989, la lettre est remplacée par [ʒʲ], la palatalisation étant délors indiquée à l’aide de la lettre j en exposant au lieu de l'hameçon palatal.
Hans Kurath utilise le 𝼘 dans le Handbook of the linguistic geography of New England publié en 1939 et dans le Linguistic Atlas of New England.
Le 𝼘 a notamment été utilisé dans un cours de russe parlé de S. C. Boyanus et N. B. Jopson publiée en 1939 ou une description de prononciation russe de Boyanus publiée en 1955, dans certains mots avec -жж- ou -зж- en position médiane transcrit [𝼘𝼘] ou [𝼘ʤ] – [ʒʲʒʲ] ou [ʒʲd͡ʒ] avec l’API standard.
William A. Kretzschmar utilise le 𝼘 dans le Handbook of the Linguistic Atlas of the Middle and South Atlantic publié en 1994.
Il a aussi été utilisé dans la grammaire lituannienne de Vytautas Ambrazas publiée en anglais en 1997 par exemple dans la transcription de vežìmas [ᶌɛˈ𝼘ɩmas] – [vʲɛˈʒʲɪmas] avec l’API standard.

## Représentations informatiques
L’ej crochet palatal peut être représenté avec les caractères Unicode suivants : 
- composé (Latin étendu-G) :

| formes    | représentations | chaînes de caractères | points de code | descriptions                               |
| --------- | --------------- | --------------------- | -------------- | ------------------------------------------ |
| minuscule | 𝼘               | 𝼘                     | U+1DF18        | lettre minuscule latine ej crochet palatal |

- avant l’ajout de U+1DF18 à Unicode 14 en 2021, décomposé (Alphabet phonétique international, diacritiques)

| formes    | représentations | chaînes de caractères | points de code | descriptions                                           |
| --------- | --------------- | --------------------- | -------------- | ------------------------------------------------------ |
| minuscule | ʒ̡               | ʒ◌̡                    | U+0292 U+0321  | lettre minuscule latine ej diacritique crochet palatal |